# Les Anges de Port Bou
Les Anges de Port-Bou est un film français de court métrage réalisé par Vladimir Léon et sorti en 2011.

## Synopsis
Séraphin arrive dans une petite gare des Pyrénées-Orientales pour faire une marche jusqu'à Port-Bou, en Espagne. Il s'agit de suivre, à travers les montagnes, le trajet de Walter Benjamin, philosophe juif qui tenta de passer la frontière en 1940, mais qui se suicida après que les autorités espagnoles l'eurent refoulé. Séraphin a le projet de faire cette randonnée avec Paul, un ami. Mais c'est sa sœur, Gabrielle, qui l'accueille à la gare et se propose de l'accompagner. Le pèlerinage de Séraphin va s'en trouver bouleversé.

## Fiche technique
- Titre : Les Anges de Port-Bou
- Réalisation : Vladimir Léon
- Scénario : Vladimir Léon
- Photographie : Sébastien Buchmann
- Décors : Juliette Barbier
- Costumes : Juliette Barbier
- Montage : Martial Salomon
- Son : Rosalie Revoyre
- Production : Les Films de la Liberté
- Tournage : du 31 mai au 9 juin 2010 à Banyuls-sur-Mer, Cerbère et Port-Vendres
- Pays d'origine :  France
- Durée : 45 minutes
- Date de sortie : 28 mai 2011

## Distribution
- Laurent Lacotte
- Élise Ladoué
- Isidro Gubert
- Joan Gubert

## Sélections
- 2012 :  
  - Festival international du film de Vienne[1]
  - Festival international du film de Bradford
  - Festival Côté court de Pantin[2]